# NGC 2291
NGC 2291 ist eine linsenförmige Galaxie vom Hubble-Typ S0 im Sternbild Zwillinge auf der Ekliptik. Sie ist schätzungsweise 232 Millionen Lichtjahre von der Milchstraße entfernt.
Das Objekt wurde am 22. Januar 1827 von John Herschel entdeckt.